# ترودي ماكاي
ترودي فرانسيس تشارلين ماكاي FRS (من مواليد 10 سبتمبر 1952) هي مديرة مركز علم الوراثة البشرية بجامعة كليمسون الموجودة في حرم مركز غرينوود الجيني. وهي معترف بها كواحدة من المراجع الرائدة في العالم في علم الوراثة للسمات المعقدة. ماكاي هي أيضًا رئيسة العائلة الذاتية في علم الوراثة البشرية وأستاذ علم الوراثة والكيمياء الحيوية في جامعة كليمسون.